# Albert Kivikas

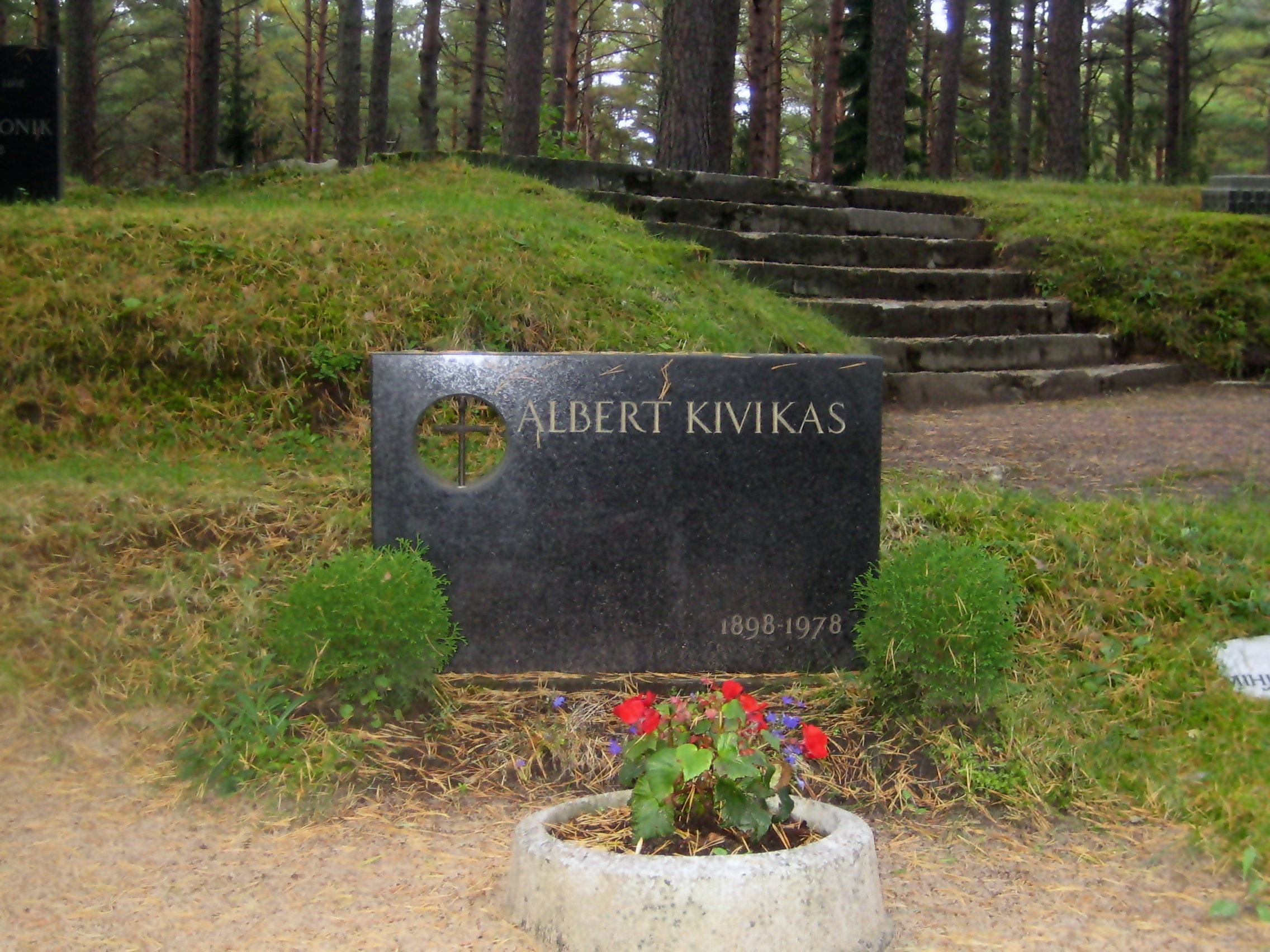

Albert Kivikas, född 18 januari 1898 i Suure-Jaani, Guvernementet Livland i Kejsardömet Ryssland, död 19 maj 1978 i Lund, var en estländsk författare och journalist, mest känd för romanen Namnen på marmortavlan (estniska: "Nimed marmortahvlil"), som utspelar sig under Estniska frihetskriget.

## Biografi
Albert Kivikas föddes i Suure-Jaani, som vid den tiden var en del av Kejsardömet Ryssland. Hans mor Anu Kivikas var vävare. 
I sin ungdom publicerade han några av sina verk under pseudonymerna A. Pedajas och Mart Karus. Efter det estniska frihetskriget, i vilket han deltog som frivillig, blev Kivikas en av Estlands få författare som experimenterade med futurism, men hans mest kända alster är noveller och kortare berättelser om kriget och sociala problem i stadsmiljöer.
Från 1941 till 1944 var han ordförande för estländska författarförbundet. På våren 1944, flydde Kivikas till exil i Finland och därifrån hösten 1944 till Sverige, där han i Lund bodde fram till sin död 1978.
Albert Kivikas är far till ingenjören Töive Kivikas och farfar till låtskrivaren Lo Kivikas.